# Sabinov
Sabinov (en allemand : Zeben ; en hongrois : Kisszeben) est une ville de la région de Prešov, en Slovaquie, et le chef-lieu du district de Sabinov. Sa population s'élevait à 12 704 habitants en 2013.

## Géographie
Sabinov est arrosée par la rivière Torysa, un affluent de l'Hornád, et se trouve à 16 km au nord-ouest de Prešov, à 45 km au nord-nord-ouest de Košice et à 313 km à l'est-nord-est de Bratislava.

## Histoire
La plus ancienne mention de Sabinov remonte à 1248. Elle devient ville royale libre en 1405 et entre dans la pentopolitana, une union de cinq villes de l'Est de la Slovaquie à la fin du XVe siècle avec Bardejov, Košice, Levoča et Presov.

## Démographie

### Évolution de la population
| Année:               | 1994.  | 2004.   | 2014.   | 2024.   |
| -------------------- | ------ | ------- | ------- | ------- |
| Nombre de personnes: | 11 512 | 12 366  | 12 703  | 12 131  |
| Différence:          |        | +7,41 % | +2,72 % | -4,50 % |

| Année:               | 2023.  | 2024.   |
| -------------------- | ------ | ------- |
| Nombre de personnes: | 12 169 | 12 131  |
| Différence:          |        | -0,31 % |

## Jumelage
- Soběslav (Tchéquie)